# Досудове розслідування
Досудове розслідування — діяльність компетентних правоохоронних органів, що полягає у збиранні, дослідженні, оцінці, перевірці та використанні доказів з метою попередження, запобігання та розкриття злочинів, встановлення об'єктивної істини, забезпечення правильного застосування закону, та закінчується винесенням правозастосовного акту за її наслідками.
Кримінальний процесуальний кодекс України визначає досудове розслідування як стадію кримінального провадження, яка починається з моменту внесення відомостей про кримінальне правопорушення до Єдиного реєстру досудових розслідувань і закінчується закриттям кримінального провадження або направленням до суду обвинувального акта, клопотання про застосування примусових заходів медичного або виховного характеру, клопотання про звільнення особи від кримінальної відповідальності.
Відомості досудового розслідування можна розголошувати лише з дозволу слідчого або прокурора і в тому обсязі, в якому вони визнають можливим.
Дізнання та досудове слідство є формами досудового розслідування.

## Органи, що проводять досудове розслідування
Правила підслідності визначають, слідчі яко́го органу здійснюють досудове розслідування у тих чи інших кримінальних справах. Крім поліції, в різних державах це можуть бути податкові, митні, екологічні, антикорупційні органи, прокуратура, спецслужби, органи нагляду в інформаційній галузі, збройні сили (щодо військових злочинів).
В Україні досудове розслідування здійснюють:
- слідчі органів Національної поліції;
- слідчі органів безпеки;
- детективи органів Бюро економічної безпеки України[2];
- слідчі органів Державного бюро розслідувань;
- детективи Національного антикорупційного бюро України[3].

## Строкидосудового розслідування
Строк досудового розслідування обчислюється з моменту повідомлення особі про підозру до дня звернення до суду з обвинувальним актом, клопотанням про застосування примусових заходів медичного або виховного характеру, клопотанням про звільнення особи від кримінальної відповідальності, клопотанням про закриття кримінального провадження або до дня ухвалення рішення про закриття кримінального провадження.
При цьому, з дня повідомлення особі про підозру досудове розслідування повинно бути закінчене:
1) протягом сімдесяти двох годин - у разі повідомлення особі про підозру у вчиненні кримінального проступку або затримання особи в порядку, передбаченому частиною четвертою статті 298-2 цього Кодексу;
2) протягом двадцяти діб - у разі повідомлення особі про підозру у вчиненні кримінального проступку у випадках, якщо підозрюваний не визнає вину або необхідності проведення додаткових слідчих (розшукових) дій, або вчинення кримінального проступку неповнолітнім;
3) протягом одного місяця - у разі повідомлення особі про підозру у вчиненні кримінального проступку, якщо особою заявлено клопотання про проведення експертизи у випадку, передбаченому частиною другою статті 298-4 цього Кодексу;
4) протягом двох місяців з дня повідомлення особі про підозру у вчиненні злочину.
Строк досудового розслідування може бути продовжений у порядку, передбаченому параграфом 4 глави 24 цього Кодексу.. 
Якщо досудове розслідування злочину (досудове слідство) неможливо закінчити протягом двох місяців із дня повідомлення особі про підозру в учиненні злочину, воно може бути продовжене в порядку ст. ст. 295–296 КПК України:
·                 до трьох місяців із дня повідомлення особі про підозру у вчиненні злочину - керівником окружної прокуратури, керівником обласної прокуратури або його першим заступником чи заступником, заступником Генерального прокурора;
·                 до шести місяців із дня повідомлення особі про підозру у вчиненні нетяжкого злочину - слідчим суддею за клопотанням слідчого, погодженим з керівником обласної прокуратури або його першим заступником чи заступником, заступниками Генерального прокурора;
·                 до дванадцяти місяців із дня повідомлення особі про підозру у вчиненні тяжкого або особливо тяжкого злочину - слідчим суддею за клопотанням слідчого, погодженим із Генеральним прокурором чи його заступниками. 

## Проведення досудового розслідування
Основним змістовним наповненням досудового розслідування є проведення слідчих дій.
Слідчі дії – це регламентовані нормами процесуального права та здійснювані в межах кримінально-процесуального провадження з дотриманням вимог норм права уповноваженою на те особою, а також супроводжувані необхідним документуванням процесуальні дії, які є комплексом пізнавально-засвідчувальних операцій, спрямованих на отримання, дослідження й перевірку доказів.
Слідчі дії розподіляються на гласні та негласні.
У цій стадії особі повідомляється про підозру у вчиненні кримінального правопорушення і надається право мати захисника та захищатись самому всіма передбаченими законом засобами. До підозрюваного можуть застосовуватись запобіжні заходи — застава, взяття під варту й інші. Прокурор та слідчий суддя здійснюють нагляд за додержанням законності в діяльності органів досудового розслідування, санкціонують окремі рішення слідчого.

## Закінчення досудового розслідування
Досудове розслідування закінчується шляхом:
1. закриття кримінального провадження;
2. звернення прокурора до суду з клопотанням про звільнення особи від кримінальної відповідальності;
3. звернення прокурора до суду з обвинувальним актом[7], що складений слідчим і затверджений прокурором, або з клопотанням про застосування примусових заходів медичного чи виховного характеру[8].